# زبان‌های کاستیایی
زبان‌های کاستیایی شامل کاستیایی (اسپانیایی) و نزدیکترین بستگان آن می‌شوند. این خانواده علاوه بر مشتقات اسپانیایی همانند یهودی-اسپانیایی و اسپانیایی آمازونی، زبان اکسترمادورایی را در بر می گبرد، که نسبت به اسپانیایی تا حدی دارای فهم متقابل است و از طرف گویشوران این زبان صرفاً یک گویش عجیب و غریب تلقی می‌شود. البته این زبان گاه در خانواده آستوری-لئونی نیز دسته‌بندی می‌شود.